# Ophropyx approximans
Ophropyx approximans är en skalbaggsart som beskrevs av Blackburn 1898. Ophropyx approximans ingår i släktet Ophropyx och familjen Melolonthidae. Inga underarter finns listade i Catalogue of Life.